# História do Bom Jesus
A primeira referência conhecida ao Santuário do Bom Jesus do Monte em Braga data de 1373. Ao longo dos anos foram sendo construídas sucessivas igrejas, e feitos melhoramentos em toda a estância.

## Cronologia

### Século XIV
- 1373 - mencionada, pela primeira vez, a existência de uma ermida no local, dedicada a Santa Cruz;

### Século XV
- 1494 - construção de uma segunda ermida, por ordem do arcebispo D. Jorge da Costa;

### Século XVI
- 1522 - o deão da Sé, D. João da Guarda, mandou executar uma terceira ermida, tornando-se então um local de muita devoção;

### Século XVII
- 1629 - reedificação da capela, consagrada ao Bom Jesus, sendo colocada uma imagem de Cristo Crucificado; constituição da primeira confraria, que zelou pela conservação e aumento do recinto, com a construção de casas para abrigo dos romeiros e das primeiras capelas dos Passos da Paixão, em forma de pequenos nichos, dedicados à Descida da Cruz, Deposição no túmulo, Ressurreição e Ascensão; nomeação do primeiro ermitão, Pedro do Rosário;

### Século XVIII
- 1722 - o arcebispo D. Rodrigo de Moura Teles autonomeou-se juiz da Confraria e decidiu empreender a reconstrução do pequeno santuário, encarregando provavelmente Manuel Pinto de Vilalobos de fazer o plano geral, com o alargamento e regularização das rampas, construção de oito novas capelas, de que apenas restam as duas primeiras, e o escadório dos 5 Sentidos, sendo algumas das esculturas da autoria de António Campos Peixoto e os plintos do pedreiro Ambrósio dos Santos; o bispo deixou em testamento a quantia de cinco mil cruzados para a conclusão das obras;
- 1723 - construção do pórtico iniciador do percurso, junto ao qual foi feita uma fonte, no ano imediato, actualmente desaparecida;
- 1725 - estava concluído o novo templo;
- 1729 - arranjo das capelas da Via Sacra; execução de novo grupo escultórico para a Capela da Descida da Cruz, por António Monteiro, pela quantia de 52$800; a primeira fonte do Escadório dos Sentidos denominava-se Fonte dos Sete Castelos; feitura de um relicário em prata;
- 1732, 23 Setembro - reforma da Capela da Última Ceia, com colocação de betume;
- 1735, 29 Dezembro - resolução de reformar o grupo escultórico da Capela da Coroação, para rodear a nova imagem de Cristo, doado pelo cónego Manuel Correia da Silva;
- 1737 - execução do grupo escultórico para a Capela do Enterro;
- 1736 - 1740 - feitura do grupo escultórico da Capela da Descida da Cruz, por António Monteiro, importando em 52$800; colocação de betume no zimbório da mesma capela, por Jerónimo Gonçalves, por 5$340; obras de pedraria na Capela da Assunção;
- 1740 - no inventário efectuado nesta época, é referida a existência de 12 capelas, aparecendo quatro novas, acima da igreja;
- 1741 - 1742 - execução da Capela da Ressurreição, fazendo-se as figuras para a capela, pintadas por João Coelho, que também pintou o túmulo e as portas;
- 1744, 21 Abril - decisão de desmontar a Fonte dos Sete Castelos e construir a das Cinco Chagas, da autoria de Diogo Soares, por 19$200;
- 1745 - 1750 - sucessivos pagamentos a António de Campos Peixoto, pela execução de esculturas em pedra, num total de 122$000;
- 1749 - decisão de demolir a Capela do Enterro, para construir o Passo noutro local;
- 1749 - 1751 - execução dos plintos das figuras do escadório dos Sentidos por Ambrósio dos Santos, importando em 82$960;
- século XVIII, 2.ª metade - construção do Escadório das Virtudes, por ordem do arcebispo D. Gaspar de Bragança; pintura das telas que ornavam as capelas da nave, actualmente no Museu, por Pedro Alexandrino de Carvalho;
- 1750 - 1752 - execução de uma capela por Dionísio Félix de Gouveia, por 56$800;
- 1750 - 1760 - construção do Terreiro dos Evangelistas;
- 1751 - 1752 - execução de paredões no jardim, pelo pedreiro João Loureiro, por 1$600; obras no jardim por Domingos Dias Galego, importando em $960; assentamento do tanque e feitura dos canos por Ambrósio dos Santos, que recebeu 6$600; pagamento a Manuel Vivas pelo acrescento de um chafariz e obras na capela, por 6$175;
- 1752 - 1753 - feitura de arruamento acima da Capela da Ressurreição e colocação de pedra no pátio, por 12$120; feitura das ilhargas das Capelas do Calvário e do Senhor da Cana Verde pelo pedreiro João Domingues, por 3$440; obras na nova capela e assentamento da fonte do Cupido por 76$235; 1755 - 1756 - execução de uma figura para o tanque, por Domingos Ferreira, importando em 7$600; 1756 - 1757 - feitura dos pináculos da nova capela por Manuel Vivas, por 28$590, sendo as figuras delineadas pelo Padre Silvestre Campos;
- 1757 - 1758 - António Monteiro executa as figuras por 5$600;
- 1758 - 1759 - o Padre Silvestre Campos faz o modelo para a imagem do Cristo Ressuscitado, por $960;
- 1759 - 1760 - pagamento da imagem de um fariseu para a Capela do Calvário, feita por Domingos António, por 4$000; o pedreiro Manuel Vivas desmantelou a Capela da Assunção, levando a pedra para o terreiro da nova, sendo as imagens compostas por Domingos António e Manuel José Gonçalves;
- 1760 - 1761 - Padre Silvestre Faria de Campos faz modelos para as duas Marias, por $720; António Ferreira e Cristóvão José Farto construíram a nova capela, sendo as figuras compostas por Domingos António e Manuel José Gonçalves e o Cristo da autoria de António Pinto, por 12$800; as imagens foram pintadas por António José da Rocha e Manuel Pinto e assentes pelo pedreiro Caetano Lourenço;
- 1762 - 1765 - risco das três Capelas do Terreiro dos Evangelistas, provavelmente da autoria de André Soares; as capelas foram executadas pelos pedreiros António Ferreira, Cristóvão José Farto, Caetano Lourenço, Francisco Soares e Manuel Vivas; feitura de quatro fontes e chafariz central, sendo o conjunto pago pelo confrade Manuel Rebelo da Costa, executadas por Ambrósio dos Santos, José de Sousa, Custódio Luís Soares e Manuel Vivas; as imagens para as capelas, segundo risco do Padre Silvestre de Campos, foram executadas por António Monteiro e pintadas por Matias de Lis de Miranda, José Inácio, João Teixeira e filho, José Galego e José Alves; feitura de uma fonte na Rua que sai da Capela da Descida da Cruz, por José de Sousa;
- 1762 - 1768 - pintura do grupo escultórico para as Capelas da Deposição e Ressurreição, por Matias de Lis de Miranda, segundo modelos do Padre Silvestre de Campos;
- 1764, 27 Julho - decisão de demolir a Capela do Enterro e aproveitar a pedra para a construção da casa do capelão e dos romeiros;
- 1765 - execução de novo retábulo-mor, onde trabalhou o entalhador João Bernardo da Silva, pago pelo Padre António Ferreira;
- 1765 - 1766 - feitura da fonte junto à Capela da Descida da Cruz, por Domingos Fernandes;
- 1770, 21 Maio - acrescento da igreja e da sacristia por Francisco Tomás da Mota; 18 Julho - substituição do Calvário da sacristia; execução do sacrário pelo entalhador Vicente José Correia;
- 1770 - 1771 - feitura do retábulo do Santíssimo Sacramento;
- 1771 - termina a construção da Capela da Ressurreição;
- 1773 - oferta da imagem italiana do Crucificado, por D. Gaspar; 3 breves com indulgências para quem visitar o templo;
- 1774, 22 de Abril - edital da Real Mesa Censória impõe a substituição das divindades pagãs que se encontravam nas fontes do Escadório dos Cinco Sentidos (Argos, Orfeu, Jacinto, Ganimedes e Midas) por figuras vigilantes;
- 1779 - Filipe Dias encarnou e pintou os bustos para a Capela dos Relicários; Março - feitura de um órgão pelo irmão Filipe Dias;
- 1780, 5 Julho - Carlos Luís Ferreira da Cruz Amarante e o pedreiro Paulo Vidal visitaram o local, para avaliar a implantação da futura igreja;
- 1781 - acréscimo do retábulo-mor por João Bernardo da Silva, sendo a pintura de Francisco José, por 51$020; 22 Junho - apresentação do risco da igreja e escadório das Virtudes, sob encomenda directa do arcebispo D. Gaspar de Bragança, preterindo-se um segundo risco, da autoria de João Bernardo da Silva; 27 Junho - começaram os desaterros;

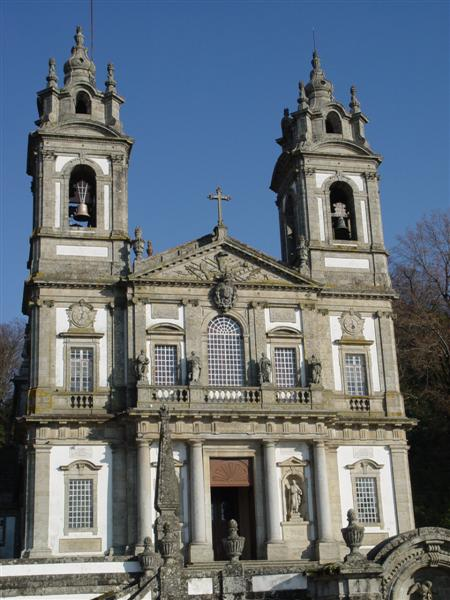

- 1784, 1 de Junho - lançada a primeira pedra da igreja, ficando as obras a cargo do pedreiro António José Lopes;
- 1788 - a igreja ameaçava ruína da abóbada, tendo esta sido substituída por vigamento de madeira; construção de um pátio entre as Capelas da Última Ceia e de Cristo no Horto; reforma dos conjuntos escultóricos das Capelas da Prisão de Cristo, Cristo no Horto, Crucificação, Descida da cruz, Ressurreição e Ascensão, segundo projecto do teólogo franciscano Padre Manuel de Santa Ana; abertura de um óculo na frontaria da Capela da Ressurreição e execução de algumas imagens por António Monteiro; 14 Julho - no cumprimento das ordens da Real Mesa Censória, as esculturas do Escadório dos Cinco Sentidos foram rebaptizadas e executadas novas inscrições;
- 1789 - a actual Capela das Trevas era dedicada à Coroação;

### Século XIX
- século XIX - construção das capelas do Ecce Homo e Caminho do Calvário, bem como o respectivo pátio;
- 1802 - início da feitura do retábulo-mor, delineado por Carlos Amarante e executado pelo entalhador João Martins Coelho;
- 1802 - 1803 - escultura do retábulo-mor por José Luís Correia, pintado por Manuel António, e feitura do retábulo por Manuel José Correia; execução das grades da capela-mor por Jerónimo Francisco;
- 1803, 20 Agosto - resolve-se abrir um arco para se fazer a Capela do Santíssimo;
- 1803 - 1805 - execução dos retábulos laterais e colaterais pelos entalhadores José Francisco Moreira Torres e José António; Manuel Joaquim Álvares e Sousa faz o modelo e executa as esculturas para o Calvário; execução do retábulo do Santíssimo, atribuível ao entalhador Manuel Moreira da Silva;
- 1804, 23 Julho - decisão de demolir a igreja setecentista;
- 1804 - 1805 - estuque do zimbório por João Álvares Bezerra;
- 1805 - feitura do retábulo do Santíssimo por João Pinto, por 370$000; 1806, Junho -
- 1808, Junho - execução das estátuas dos Evangelistas para a fachada, delineadas por Manuel Joaquim Álvares e efectuadas por José Domingues;
- 1806 - feitura das esculturas em cantaria para a fachada da igreja por Manuel Joaquim Álvares e Sousa; Dezembro - execução dos retábulos colaterais por José Francisco e José António Moreira Torres;
- 1807, 25 Maio - 1808, 21 Outubro - execução do baldaquino por José Francisco Moreira Torres; execução das esculturas do Calvário, delineadas por Manuel Joaquim Álvares de Sousa e concretizadas pelo escultor João Monteiro da Rocha;
- 1808, 8 Março - entram na Casa da Moeda 4 castiçais, 3 cruzes, 1 vaso, 1 turíbulo, 1 naveta, um par de galhetas, 3 resplendores e 1 relicário; 8 Julho - venda das imagens da igreja velha; Outubro - feitura das pilastras do retábulo-mor por José António Moreira Torres, sendo dourado por António Tomás Pinheiro;
- 1808 - feitura dos retábulos laterais por José Francisco Moreira Torres, sendo a escultura de João António Sousa Azevedo;
- 1809, Setembro - pintura do baldaquino e das figuras do Calvário por António José da Rocha;
- 1811 / 1812 - são rasgadas as 4 tribunas da capela-mor e acrescentado o presbitério;
- 1812, Março - obras de carpintaria nos sinos, por Jerónimo Francisco, Matias e José António; Julho - douramento do retábulo do Santíssimo por António José da Rocha;
- 1813 - feitura de bancos para a capela-mor por João Coelho, António Pereira, João Ferreira e João António de Sousa Azevedo;
- 1814, 30 Junho - feitura de cruzes para o Santuário por António da Silva Vieira Braga;
- 1815 - execução da imagem do Bom Jesus para a sacristia por Luís António Almeida, por 19$200;
- 1819 - feitura da Fonte do Pelicano por Jerónimo António da Silva, o qual oferece gratuitamente o desenho para a cascata; execução das grades da nave por José Bernardo Fernandes e do retábulo das Relíquias por João Álvares Bezerra, segundo risco de António Crescêncio Amarante, a que se sucede o de João Martins Coelho, sendo as sanefas efectuadas por José Evangelista Correia; D. Diogo de Sousa doou um Cristo de margim e cruz em ébano com o título do Senhor Jesus dos Viajantes, para o qual foi feita uma maquineta, pintada por Bento José Teixeira;
- 1820, Fevereiro - 30 castiçais torneados por Sebastião José da Costa, por 30$400;

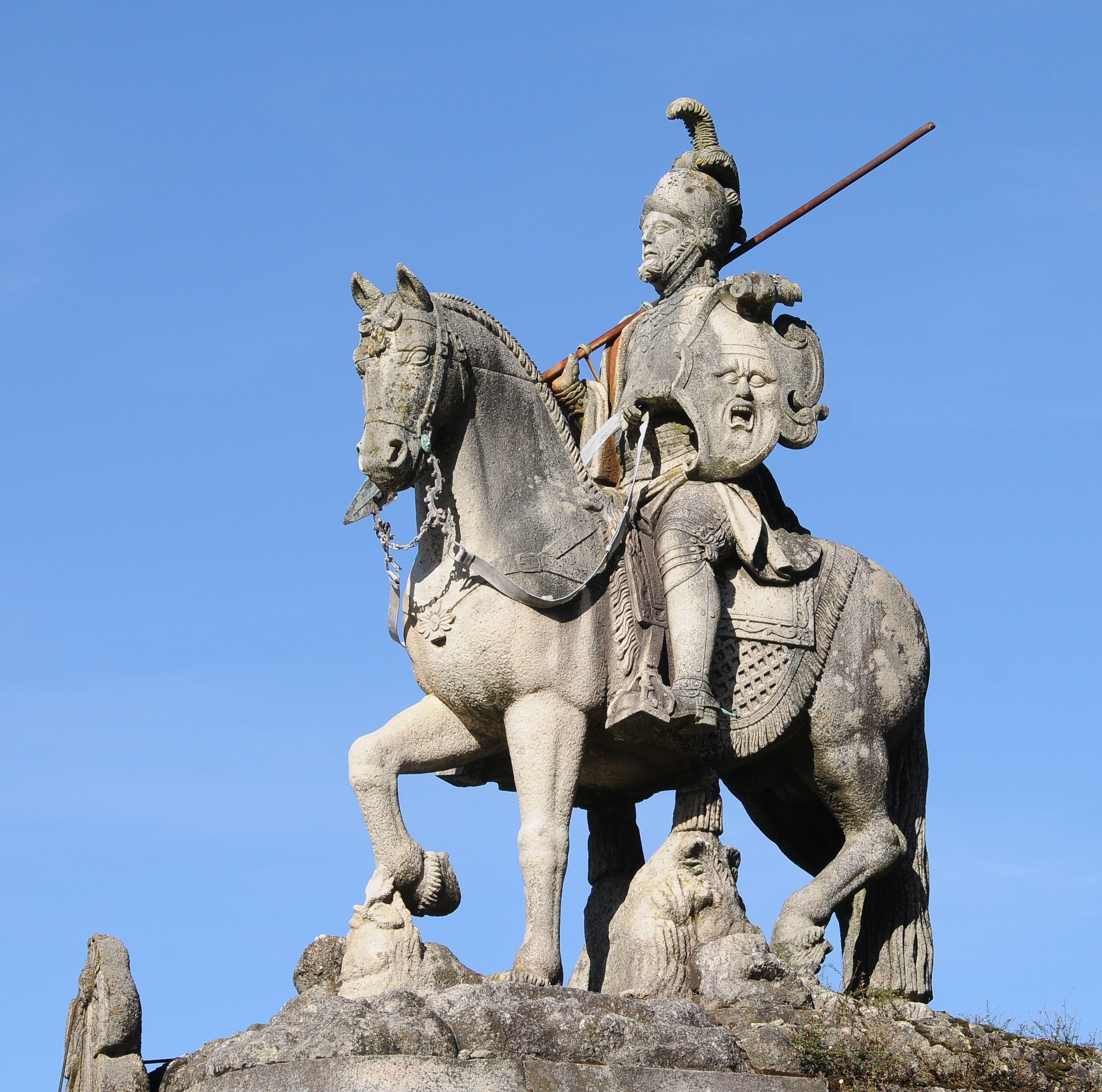

- 1821 - estátua de São Longuinhos oferecida pelo Dr. Luís de Castro do Couto, de Pico de Regaladas, da autoria de Pedro José Luís; encarnação e pintura dos bustos relicários por Idalécio Lupe da Rocha;
- 1822, 17 Agosto - por alvará de D. João VI, o Santuário é colocado sob protecção régia, passando a gozar das mesmas prerrogativas das Misericórdias;
- 1823, Fevereiro - resplendor para a imagem do Bom Jesus, pelo ourives Francisco Joaquim da Fonseca, por 6$830;
- 1824 - início da construção das Capelas da Elevação e Descida da Cruz, esta construída com o lucro da venda das estampas; execução do escudo para o frontão da fachada principal da igreja;
- 1825 - pintura do retábulo das Relíquias por António José da Rocha;
- 1834 - sagração do templo pelo arcebispo D. António José de Freitas;
- 1835, 11 Março - decide-se gravar legendas nos plintos das imagens do adro;
- 1838 - execução das esculturas do escadório das Virtudes, por António José Pereira, excepto a alegoria à Esperança;
- 1840 - execução da escultura da Esperança por João Albertino Azevedo;
- 1841, 14 Julho - decisão de construir as Capelas de São Pedro e de Maria Madalena;
- 1842 - João Albertino Azevedo fez os Quatro Doutores da Igreja do transepto;
- século XIX, 2.ª metade - construção da estrada de acesso ao santuário, segundo projecto do engenheiro Manuel Couto Guimarães;
- 1855, 15 Agosto - montagem do órgão pelo Reverendo José da Costa Neves, sendo proveniente do Mosteiro do Bouro, colocado por Manuel Francisco Ferreira e pintado por José Joaquim Lopes;
- 1857, Agosto - doação de relíquias por D. José Joaquim de Azevedo Moura; 10 Agosto - sagração da igreja;
- 1861 - reconstrução da Capela da Flagelação, com dinheiro doado por João Joaquim de Carvalho Braga, residente no Brasil;
- 1862 - troca das capelas de São Clemente e São Pedro;
- 1881 - vinda de 500 coníferas da Mata do Buçaco;

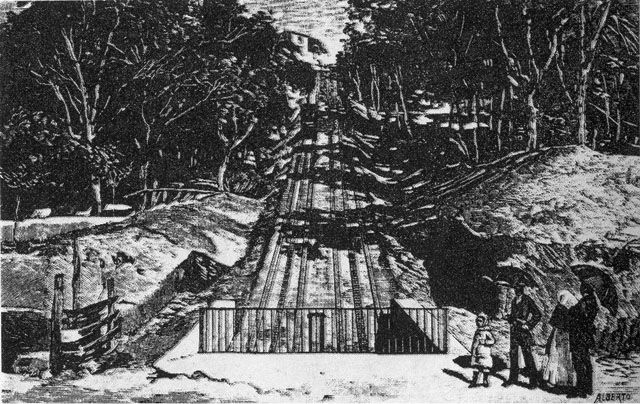
Elevador do Bom Jesus no século XIX

- 1882, 25 de Março - construção do ascensor funicular;
- 1883 - plantação de arvoredo; Março - pintura e douramento da Capela do Santíssimo, por Augusto Ferreira, José da Cunha, Vicente José da Silva, com ouro fornecido por Joaquim António Pereira; obra de torno de José de Almeida Braga; 9 Junho - baldaquino e cúpula do sacrário por Elias Gomes dos Santos;
- 1885 - reforma dos acessos para atenuar a subida, o que implicou a demolição de 7 capelas setecentistas (Prisão de Cristo, das Trevas, Flagelação, Ecce Homo, Caminho do Calvário e Crucificação, dando origem às novas capelas octogonais, conforme projecto do tenente Augusto Pereira; projecto de um novo pórtico de acesso, que não chegou a ser executado;
- 1887, 30 Março - execução de novas banquetas; 5 Abril - cadeira episcopal por Elias Gomes dos Santos, por 230$000; 1902, 5 Abril - construção da gruta, com ajuda de Martins Branco; 2 Outubro - autorização para serem construídos 2 coretos;
- 1890 - execução das sanefas em madeira de castanho por Elias Gomes dos Santos, douradas por Cunha e Ferreira;

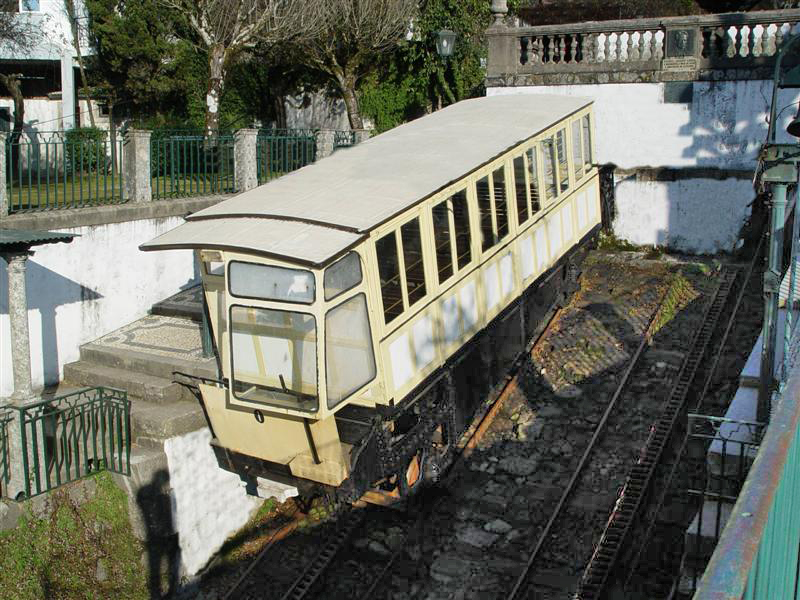

### Século XX
- 1902, Setembro - feitura da grade de balaústres para a capela-mor por Manuel Gomes de Oliveira, sendo as serpentinas prateadas da autoria de Manuel José Vieira de Macedo, num total de 120$000; 1903 - compra de plantas para a gruta;
- 1912, 17 Março - decide-se a ampliação da Mata até ao Sameiro e aforamento de talhões para construção de casas particulares;
- 1916, 23 Outubro - autorização para a criação de um Museu na Casa da Mesa;
- 1918 - é criada a biblioteca do santuário, por Gaspar Leite de Azevedo, oficial aposentado do Governo Civil de Viana do Castelo, a qual fica instalada em anexo da casa das estampas, onde se encontra o Museu da Confraria;
- 1919 - execução do resplendor e coroa de prata para o Menino da sacristia por Manuel José Vieira de Macedo, por 7$20;
- 1920 - colocação da gruta junto à igreja, proveniente do Paço Episcopal;
- 1922, Março - feitura de duas telas ovais para a capela-mor, por António Alves, por 150$00;
- 1926 - após obras de reconstrução dirigidas pelo arquitecto Raul Lino, a biblioteca passa a ocupar o espaço da casa das estampas;
- 1928 - tela para a Capela do Santíssimo por António Alves, que também pintou o fundo do Calvário do retábulo-mor, por 6.025$00; execução de um baldaquino por Soares Barbosa e Irmãos;
- 1933 - feitura da lápide comemorativa dos 100 anos do falecimento de Pedro José da Silva, por Narciso Teixeira da Silva, por 365$00;
- 1948, 23 Dezembro - pagamento a António Ferreira Lopes pela feitura de um banco em cantaria da Corvia para homenagem a Carlos Amarante;
- 1949, 9 Abril - compra de um quadro a Zeferino Couto, por 500$00.

### Século XXI
- 2015, 4 de julho - A Igreja é elevada à categoria de Basílica.
- 2017, 30 de maio - O santuário passou a integrar a Lista Indicativa de Portugal ao Património Mundial da Unesco (pré-requisito indispensável para a candidatura de Bens a Património Mundial).[1]
- 2019, 7 de Julho - É classificado como Património Mundial de UNESCO.